# Бик Яків-Лейб Давидович
Бик Яків-Лейб Давидович (1900 р., Біла Церква — 19??) — лікар. Репресований у 1948-1953 рр. за причетність до єврейських організацій.

## Арешт

### Перший
Отримавши вищу медичну освіту, перебрався до Москви. За причетність у минулому до єврейських організацій «Поалей Цион» і «Цейра Цион» був заарештований і у вересні 1938 р. був засуджений рішенням ОН до 8 років позбавлення волі. Відбував покарання в Усольському таборі. У серпні 1944 р. «за високі показники та відмінну поведінку» йому на рік зменшили термін перебування в таборі, а 24 травня 1946 р. звільнили.
Він оселився в м. Березники Молотовської області, влаштувався працювати лікарем у місцевій лікарні. Невдовзі до нього перебралася родина: дружина Ребекка Наумівна Авражкова та троє дітей.

### Другий
Впродовж осені 1948 – зими 1949 рр. відповідні структури МДБ намагалися виявити компромат на нього. 30 травня 1949 р. його арештували вдруге. Вирок ОН МДБ СРСР від 21 вересня того ж року: «за участь в антирадянській сіоністській організації» засудити на поселення в Північно-Казахстанській області Казахської РСР.